# Ngũ Nguyên
Ngũ Nguyên (tiếng Trung: 五原县; bính âm: Wǔyuán xiàn), là một huyện của địa cấp thị Bayan Nur (Ba Ngạn Náo Nhĩ), khu tự trị Nội Mông Cổ, Trung Quốc.

### Trấn
| - Long Hưng Xương (隆兴昌镇) - Tháp Nhĩ Hồ (塔尔湖镇) - Ba Âm Sáo Hải (巴音套海镇) - Phục Hưng (复兴镇) | - Tân Công Trung (新公中镇) - Thiên Cát Thái (天吉泰镇) - Thắng Phong (胜丰镇) |

### Hương
| - Hòa Thắng 和胜乡 - Thành Nam 城南乡 - Hướng Dương 向阳乡 - Mỹ Lâm 美林乡 | - Thập Ba 什巴乡 - Hải Tử Yển 海子堰乡 - Ngân Định Đồ 银定图乡 |